# (13917) Correggia
(13917) Correggia es un asteroide perteneciente al cinturón de asteroides descubierto el 6 de marzo de 1984 por Edward Bowell desde la Estación Anderson Mesa (condado de Coconino, cerca de Flagstaff, Arizona, Estados Unidos).

## Designación y nombre
Designado provisionalmente como 1984 EQ. Fue nombrado por Matteo Correggia (1962-2001), de la región de Roero en Piamonte, quien fue uno de los enólogos italianos más excepcionales. Aunque joven, su extraordinario talento, pasión y modestia le valieron los mayores elogios de los expertos en vinos internacionales.

## Características orbitales
Correggia está situado a una distancia media del Sol de 3,065 ua, pudiendo alejarse hasta 3,658 ua y acercarse hasta 2,473 ua. Su excentricidad es 0,193 y la inclinación orbital 13,655 grados. Emplea 1960,24 días en completar una órbita alrededor del Sol.
Los próximos acercamientos a la órbita de Júpiter ocurrirán el 29 de noviembre de 2056, el 15 de noviembre de 2115 y el 26 de octubre de 2174.

## Características físicas
La magnitud absoluta de Correggia es 12,95. Tiene 12,730 km de diámetro y su albedo se estima en 0,104.